# Celosia floribunda
Celosia floribunda là loài thực vật có hoa thuộc họ Dền. Loài này được A.Gray mô tả khoa học đầu tiên năm 1861.